# Субандрио
Субандрио (англ.  Subandrio — до 1947 года употреблялось написание Soebandrio, 15 сентября 1914, Маланг, Кепаньян (англ. Kepanjen), Голландская Ост-Индия, ныне Восточная Ява, Индонезия — 3 июля 2004, Джакарта) — индонезийский политический и государственный деятель, министр иностранных дел Индонезии в 1957—1966 годах, один из наиболее влиятельных деятелей эпохи правления президента Сукарно.

## Биография

### Юность. Медицинская практика.
Субандрио родился 15 сентября 1914 год а в Маланге на острове Ява, Голландская Ост-Индия, ныне провинция Восточная Ява, Индонезия. В 1942 году окончил медицинское училище «Sekolah Tinggi Kedokteran Jakarta», (GHS) в Джакарте, получив специальность врача-хирурга.
В студенческие годы Субандрио участвовал в антиголландском национально-освободительном движении. После окончания обучения вёл медицинскую практику как врач-терапевт в Семаранге, в период японской оккупации (1942—1945) участвовал в работе антияпонского подполья.
Был близок к Социалистической партии Сутана Шарира и благодаря этому в 1945 году, когда Индонезия провозгласила независимость, поступил на работу в министерство информации. В 1946 году Сутан Шарир назначил его генеральным секретарём министерства информации в своём правительстве.

### Карьера дипломата
В 1947 году Субандрио был назначен на дипломатический пост в посольстве в Лондоне (ему было поручено организовать там информационную службу), а в 1950 году был назначен послом Индонезии в Великобритании.
В начале 1954 года Субандрио был назначен послом Индонезии в СССР и 13 апреля вручил верительные грамоты в Москве. В Советском Союзе Субандрио стал поклонником левых идей, однако не стал коммунистом, как иногда утверждали впоследствии. Летом 1955 года он сопровождал премьер-министра Индонезии Али Састроамиджойо в Китайскую Народную Республику.
В начале 1956 года Субандрио был назначен генеральным секретарём министерства иностранных дел.

## Министр иностранных дел Индонезии. Рост влияния
9 апреля 1957 года президент Сукарно назначил Субандрио министром иностранных дел Индонезии в «рабочем кабинете» (индон. Kabinet Karya) Джуанда Картавиджайя. Уже к этому времени он входил в ближайшее окружение Сукарно и даже считался одним из друзей индонезийского президента.
В 1960 году Субандрио занял также посты второго заместителя первого министра Джуанды и начальника Управления внутренней безопасности и разведки Индонезии.

## Субандрио и внешняя политика Индонезии

### Политика неприсоединения и борьбы с неоколониализмом
Субандрио продолжил провозглашенную Сукарно на Бандунгской конференции 1955 года политику неприсоединения к военным блокам, борьбы за мир, против колониализма, расизма и неоколониализма.
Индонезия почти сразу же (19 июля) признала республиканский режим генерала Абдель Керима Касема в Ираке, пришедший к власти после свержения монархии. 27 октября было признано также сформированное в изгнании Временное правительство Алжирской Республики во главе с Ферхатом Аббасом. В июле 1960 года Субандрио заявил о готовности Индонезии оказать помощь правительству Патриса Лумумбы в Конго. В апреле 1961 года в Бандунге прошла сессия Совета солидарности народов Азии и Африки. В августе 1964 года Индонезия разорвала дипломатические отношения с Южным Вьетнамом и преобразовала представительство в Ханое (Демократическая Республика Вьетнам) в посольство.

### Индонезия и СССР
Субандрио играл большую роль в развитии советско-индонезийского сотрудничества, часто посещал СССР. На рубеже 1950-60-х годов благодаря поездкам Сукарно и Субандрио в СССР советско-индонезийское сотрудничество стало нарастать и принимать невиданные до тех пор масштабы.

### Привлечение кредитов
Грандиозные экономические планы Сукарно требовали привлечения огромных средств, которыми Индонезия не обладала. Даже беспримерная помощь Советского Союза, не могла обеспечить выполнение задуманного индонезийским президентом. Министерство иностранных дел стало ведомством, которое занялось поиском и привлечением иностранных кредитов и экономической помощи. В 1962 году Субандрио получил в дополнение к посту министра иностранных дел также пост министра внешнеэкономических связей.
В феврале 1959 года Польша предоставила Индонезии заём в 5 миллионов долларов на строительство небольших судоверфей, Япония отправила в Индонезию 300 тракторов (на сумму в 3 миллиона долларов) для распашки 10000 гектар джунглей на севере Суматры для посевов риса и сахарного тростника, США предоставили заём в 9 миллионов долларов на восстановление железной дороги Танджунгэним — Палембанг на юге Суматры и модернизацию гаваней. В мае с одной из компаний США был подписан контракт на строительство под Палембангом большого завода по производству удобрений и т. д. В январе 1960 года Экспортно-импортный банк США выделил два займа в 47,5 миллионов долларов для строительства завода удобрений в Палембанге и гидроэлектростанции в Сурабае, а ФРГ решила оказать помощь в строительстве доменной печи, оловоплавильного завода и дока.

### Проблема Западного Ириана
Субандрио сыграл большую роль в восстановлении территориального единства Индонезии и решении проблемы Западного Ириана. 15 августа он подписал соглашение о Западном Ириане, по которому он возвращался Индонезии.

### Конфликт с Малайзией
Не меньшее влияние оказал он и на развитие конфликта между Индонезией и Малайзией, приведшего к фактическому военному противостоянию двух стран в 1963—1966 годах.
Роль Субандрио в конфликте с Малайзией оценивали по-разному. В 1968 году вышла книга «Коммунистическая опасность», в которой утверждалось, что Субандрио (как и Сукарно) манипулировали индонезийские коммунисты. Индонезийский исследователь Ютрехт считал, что наоборот, Субандрио, желавший славы и метивший в преемники Сукарно, сам, параллельно с армейским командованием, провоцировал конфликт и влиял на президента. Советские исследователи М. С. Капица и Н. П. Малетин считали, что обвинения в адрес Субандрио верны лишь частично, и Сукарно сам принимал все окончательные решения.

### Союз с КНР
Субандрио стоял у истоков создания оси «Пекин — Джакарта» и был сторонником тесного сотрудничества с КНР. Он полностью поддерживал политику Сукарно — сворачивание отношений с СССР, выход Индонезии из ООН, попытки создать новое Движение неприсоединения и даже переименование Индийского океана в Индонезийский океан.

## В центре внутреннего кризиса

### «Наследник» Сукарно
В последние годы правления Сукарно влияние Субандрио стало почти неограниченным. «Мягкие манеры, личная преданность, тонкое и незаметное подыгрывание президенту обеспечили Субандрио полное доверие. Часто, когда Сукарно не мог спать из-за хронической болезни почек, он среди ночи звонил Субандрио, врачу по образованию, просил его посидеть у постели и побеседовать о том, как развиваются события в мире». Многие, в том числе и в среде индонезийских коммунистов, считали Субандрио неофициальным наследником Сукарно. Кроме того в 1963 году, когда возник и начал укрепляться союз Индонезии и Китая, Субандрио установил негласные связи с Коммунистической партией Индонезии, обладавшей огромным влиянием на политическую жизнь страны. Субандрио также установил хорошие отношения с главнокомандующим ВВС маршалом авиации Омаром Дани, который единственный среди высших офицеров готов был поддерживать любые левые планы президента и его окружения.
В ноябре 1963 года, после смерти Джуанды должность первого министра была упразднена и заменена президиумом из трех заместителей премьер-министра Сукарно. Субандрио стал первым из членов президиума и заместителем премьер-министра, теперь уже официально вторым человеком в стране после Сукарно.
В начале января 1965 года Субандрио выступил с заявлением, имевшим общенациональное значение. Он провозгласил поддержанный Сукарно лозунг Коммунистической партии о «сокрушении экономической династии» направленный на ослабление власти бюрократии и армии. Субандрио заявил, что государственный аппарат — «экономическая династия» — владеет всем в стране и что необходимо единство не ради единства нации, а единство революционных и прогрессивных сил. Он назвал 1965 год годом кристаллизации, трудным годом, когда некоторые прежние товарищи по оружию могут стать контрреволюционерами.

### Майский конфликт 1965 года
В мае 1965 года Субандрио оказался в центре конфликта между левыми силами и армией Индонезии. Военное командование резко воспротивилось политизации вооруженных сил и фактическому введению в частях политкомиссаров от левых партий, поддерживавших курс Сукарно. Военные считали Субандрио едва ли не главным инициатором такого шага, и в ночь на 28 мая Субандрио вместе с одним из лидеров Компартии Ньото, опасаясь за свою жизнь, вылетели в Китай. В Кантоне они встретились с Премьером Госсовета КНР Чжоу Эньлаем и министром иностранных дел Чэнь И. Пока шло совещание в Кантоне, Сукарно объявил командующим военными округами о раскрытом заговоре с целью убийства его самого, Субандрио и главнокомандующего сухопутными войсками генерал-лейтенанта Ахмада Яни. Он разрешил конфликт заявлением, что армия не нуждается в контроле со стороны партий. После этого Субандрио вернулся в страну.

### Субандрио против армии
После того, как 11 июля 1965 года маршал авиации Омар Дани возглавил КОЛАГ — объединенное командование «Готовность», на которое возлагалась подготовка войны с Малайзией, Субандрио усилил выступления против правого армейского командования, которое он называл «бюрократическими капиталистами» и «расхитителями». Если Сукарно только угрожал правым генералам, то в августе Субандрио уже прямо призывал народ расправиться с ними. Когда в сентябре коммунисты и другие левые партии провели в Джакарте демонстрации против «бюрократических капиталистов» — «кабиров», Субандрио приветствовал их. 
Он заявил, что между «рабочими и капиталистами — бюрократами не может быть компромисса и их сокрушение — необходимое условие для завершения революции». «Власть должна принадлежать народу, который должен вырвать её из рук „кабиров“».

### Роль в событиях сентября 1965 года
В сентябре 1965 года агенты Субандрио узнали и доложили ему как руководителю спецслужб страны о встрече правых генералов во главе с генерал-лейтенантом Яни, готовивших свержение Сукарно. Возможно, через него о заговоре стало известно лидеру КПИ Айдиту и маршалу Омару Дани, который 29 сентября доложил об этом Сукарно. В результате возник левый контрзаговор во главе с подполковником Унтунгом, который 30 сентября предпринял попытку физически устранить командование армии. Однако самого Субандрио не было в Джакарте (он находился на Суматре), когда возникло «движение 30 сентября» и произошла попытка переворота. При этом левые заговорщики заочно включили его в состав Революционного совета Индонезии, о чём было сообщено по радио. Одновременно Унтунг своим декретом распустил правительство, и, следовательно, Субандрио лишился всех своих постов. Его положение спасло то, что Сукарно не утвердил декреты Унтунга и просто игнорировал их. Президент обосновался на базе ВВС Халим и 1 октября выслал на Суматру самолёт за Субандрио, однако тот нашёл предлог не возвращаться в столицу. Когда он всё же вернулся в Джакарту, то прежние его позиции были уже потеряны. Сукарно сохранил за Субандрио все его посты, но власть самого президента таяла на глазах. В первых числах ноября Сукарно пошёл на уступку армии, требовавшей ареста Субандрио как организатора «Движения 30 сентября» и суда над ним — он сместил его с должности руководителя Управления внутренней безопасности и разведки Индонезии. 6 ноября Сукарно вновь решительно отверг требования командования о смещении Субандрио: «Я не позволю вывести Субандрио из кабинета! Нет, он по-прежнему первый заместитель премьер-министра! И по-прежнему министр иностранных дел. По-прежнему! У Индонезии в течение 20 лет независимости не было министра иностранных дел более толкового, решительного и делового, чем Субандрио!»

### Падение
21 февраля 1966 года Сукарно объявил состав своего нового кабинета, в котором Субандрио, несмотря на усиливавшиеся требования его ареста, остался министром иностранных дел. Противники Сукарно выступили против нового кабинета и распространили список 23 министров, против которых развернули кампанию травли. Возглавлял список Субандрио. 24 февраля студенческие демонстрации протеста блокировали движение в столице, и Сукарно на вертолёте привёз Субандрио и других министров на церемонию принятия присяги. 28 февраля, после того, как студенческие организации были распущены властями, а демонстрации запрещены, Субандрио выступил с заявлением, что на террор будет отвечено террором. В ответ студенты Джакарты повесили чучело Субандрио. Протесты продолжались и нарастали. 11 марта во время заседания правительства парашютисты полка Сарво Эдди, руководившего репрессиями против левых сил на острове Ява, окружили президентский дворец. Сукарно покинул заседание, взяв с собой только Субандрио и третьего заместителя премьер-министра Хайрула Салеха и на вертолёте вылетел в Богор. 12 марта, получив гарантии безопасности от генерала Сухарто, Сукарно и его окружение вернулась в Джакарту, но уже 18 марта 1966 года по приказу того же Сухарто Субандрио был арестован прямо в президентском дворце.

## 29 лет в тюрьме. Конец пути
В октябре 1966 года в ходе короткого судебного процесса Чрезвычайный военный трибунал приговорил Субандрио к смертной казни, как одного из организаторов попытки переворота 30 сентября 1965 года. При этом никаких доказательств того, что Субандрио знал о заговоре Унтунга, представлено не было. Приговор не был приведён в исполнение, и в 1982 году по просьбе Великобритании смертная казнь была заменена на пожизненное заключение. В 1995 году Субандрио, которому был уже 81 год, был освобождён по состоянию здоровья после 29 лет, проведённых в тюрьме.
Субандрио скончался 3 июля 2004 года в Джакарте.

## Семья
Субандрио был женат два раза. Первая жена умерла, вторая жена Шри Кусдянтинха и их двое сыновей дождались выхода Субандрио из тюрьмы. Они и похоронили его в 2004 году.